# Songwriters Hall of Fame

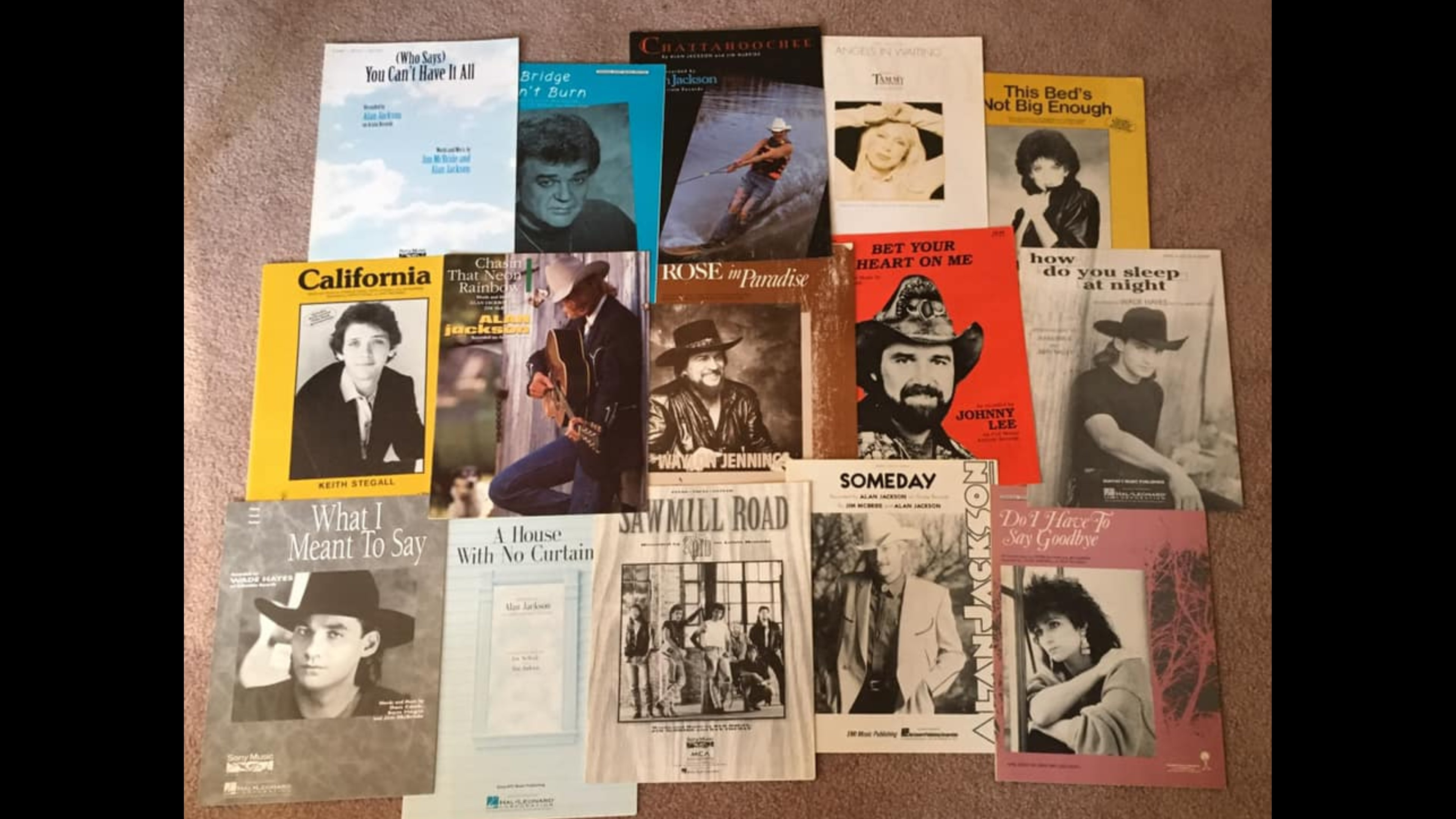
Jim McBride's Lead Sheets (Songs)

O Songwriters Hall of Fame (em português:  salão da fama dos compositores) é uma fundação criada em 1969 por Johnny Mercer (um compositor) e Abe Olman e Howie Richmond (produtores) para homenagear e reconhecer o talento dos compositores e de sua contribuição para a música. Está situado em Nova York, nos Estados Unidos. Também confere prêmios.

## Membros
As datas depois dos nomes dos compositores se referem ao ano de inclusão.

### A
- Adams, Lee (1989)
- Adamson, Harold (1972)
- Adler, Richard (1984)
- Ager, Milton (1972)
- Ahlert, Fred (1970)
- Akst, Harry (1983)
- Alter, Louis (1975)
- Anderson, Leroy (1988)
- Anka, Paul (1995)
- Arlen, Harold (1961)
- Ashford, Nickolas (2002)
- Aznavour, Charles (1996)

### B
- Bacharach, Burt (1971)
- Ball, Ernest (1970)
- Barry, Jeff (1991)
- Barry, John (1998)
- Bartholomew, Dave (1998)
- Bates, Katharine Lee (1970)
- Bell, Thom (2006)
- Benjamin, Bennie (1984)
- Bergman, Alan (1980)
- Bergman, Marilyn (2080)
- Berlin, Irving (1970)
- Bernstein, Leonard (1971)
- Berry, Chuck (1986)
- Billings, William (1970)
- Blackwell, Otis (1991)
- Bland, James (1970)
- Blane, Ralph (1983)
- Bloom, Rube (1982)
- Bock, Jerry (1971)
- Bricusse, Leslie (1989)
- Brockman, James (1970)
- Brown, James (2000)
- Brown, Lew (1970)
- Brown, Nacio Herb (1970)
- Bryan, Alfred (1970)
- Bryant, Boudleaux (1986)
- Bryant, Felice (1986)
- Burke, Joe (1970)
- Burke, Johnny (1970)

### C
- Caesar, Irving (1972)
- Cahn, Sammy (1972)
- Caldwell, Anne (1970)
- Carmichael, Hoagy (1971)
- Carroll, Harry (1970)
- Chaplin, Saul (1985)
- Clapton, Eric (2001)
- Clare, Sidney (1970)
- Cohan, George M. (1970)
- Coleman, Cy (1981)
- Collins, Phil (2003)
- Comden, Betty (1980)
- Conrad, Con (1970)
- Cooke, Sam (1987)
- Coots, J. Fred (1972)
- Cosby, Henry (2006)
- Coslow, Sam (1970)
- Coward, Sir Noel (1988)
- Creed, Linda (1992)
- Crewe, Bob (1985)
- Croce, Jim (1990)
- Cropper, Steve (2005)

### D
- Darin, Bobby (1999)
- David, Hal (1972)
- David, Mack (1975)
- Davis, Benny (1975)
- Davis, Marc (2006)
- De Koven, Reginald (1970)
- DeLange, Eddie (1989)
- Denver, John (1996)
- De Paul, Gene (1985)
- De Rose, Peter (1970)
- De Sylva, B.G. (Buddy) (1970)
- Diamond, Neil (1984)
- Dietz, Howard (1972)
- Dixon, Mort (1970)
- Domino Jr., Antoine ("Fats") (1998)
- Donaldson, Walter (1970)
- Dozier, Lamont (1988)
- Drake, Ervin (1983)
- Dresser, Paul (1970)
- Dreyer, Dave (1970)
- Dubin, Al (1970)
- Duke, Vernon (1970)
- Dylan, Bob (1982)

### E
- Ebb, Fred (1983)
- Edwards, Gus (The Star Maker) (1970)
- Egan, Raymond B. (1970)
- Eliscu, Edward (1975)
- Ellington, Duke (1971)
- Emmett, Daniel Decatur (1970)
- Evans, Ray (1977)

### F
- Fain, Sammy (1972)
- Fields, Dorothy (1971)
- Fiorito, Ted (1970)
- Fisher, Fred (1970)
- Fogerty, John (2005)
- Foster, Stephen (1970)
- Fox, Charles (2004)
- Freed, Arthur (1972)
- Frey, Glenn (2000)
- Friml, Rudolf (1971)

### G
- Gamble, Kenneth (1995)
- Gaudio, Bob (1995)
- Gershwin, George (1970)
- Gershwin, Ira (1971)
- Gibb, Barry (1994)
- Gibb, Maurice (1994)
- Gibb, Robin (1994)
- Gilbert, L. Wolfe (1970)
- Gillespie, Haven (1972)
- Gilmore, Patrick S. (1970)
- Gimbel, Norman (1984)
- Gershwin, Ira (1971)
- Goffin, Gerry (1987)
- Gordon, Mack (1970)
- Green, Adolph (1980)
- Green, Al (2004)
- Green, Bud (1975)
- Green, John (1972)
- Greenfield, Howard (1991)
- Greenwich, Ellie (1991)
- Grofe, Ferde (1970)
- Guthrie, Woody (1970)

### H
- Hall, Daryl (2004)
- Hamlisch, Marvin (1986)
- Hammerstein II, Oscar (1970)
- Handman, Lou (1975)
- Handy, W.C. (Father of the Blues) (1970)
- Hanley, James F. (1970)
- Harbach, Otto (1970)
- Harburg, E.Y. ("Yip") (1971)
- Harnick, Sheldon (1971)
- Harris, Charles K. (1970)
- Hart, Lorenz (Larry) (1970)
- Hayes, Isaac (2005)
- Henderson, Ray (1970)
- Henley, Don (2000)
- Herbert, Victor (1970)
- Herman, Jerry (1982)
- Heyman, Edward (1975)
- Hilliard, Bob (1983)
- Hoffman, Al (1984)
- Holland, Brian (1988)
- Holland, Edward (1988)
- Holly, Buddy (1986)
- Howard, Harlan (1997)
- Huff, Leon (1995)

### J
- Jackson, Michael (2002)
- Jacobs Bond, Carrie (1970)
- Jagger, Mick (1993)
- Jenkins, Gordon (1982)
- Jennings, Will (2006)
- Jobim, Antonio Carlos (1991)
- Joel, Billy (1992)
- John, Sir Elton (1992)
- Johnson, Howard (1970)
- Johnson, James P. (1970)
- Johnson, James W. (1970)
- Johnston, Arthur (1970)
- Jones, Isham (1970)
- Joplin, Scott (1970)

### K
- Kaempfert, Bert (1993)
- Kahal, Irving (1970)
- Kahn, Gus (1970)
- Kalmar, Bert (1970)
- Kander, John (1983)
- Kennedy, Jimmy (1997)
- Kern, Jerome (1970)
- Key, Francis Scott (1970)
- King, Carole (1987)
- Koehler, Ted (1972)
- Kristofferson, Kris (1986)

### L
- Lane, Burton (1972)
- Lawrence, Jack (1975)
- Lecuona, Ernesto (1997)
- Ledbetter, Huddie (1970)
- Lee, Miss Peggy (1999)
- Legrand, Michel (1990)
- Leiber, Jerry (1985)
- Leigh, Carolyn (1985)
- Lennon, John (1987)
- Lerner, Alan Jay (1971)
- Leslie, Edgar (1972)
- Lewis, Sam (1970)
- Little Richard (2003)
- Livingston, Jay (1977)
- Livingston, Jerry (1981)
- Loesser, Frank (1970)
- Loewe, Frederick (1972)
- Lady Gaga (2015)

### M
- MacDonald, Ballard (1970)
- Madden, Edward (1970)
- Magidson, Herb (1980)
- Mancini, Henry (1984)
- Manilow, Barry (2002)
- Mann, Barry (1987)
- Carey, Mariah (2020)
- Marks, Johnny (1981)
- Martin, Hugh (1983)
- Mayfield, Curtis (2000)
- McCarthy, Joseph (1970)
- McCartney, Sir Paul (1987)
- McHugh, Jimmy (1970)
- McLean, Don (2004)
- Mercer, Johnny (1971)
- Merrill, Bob (1987)
- Meyer, George W. (1970)
- Meyer, Joseph (1972)
- Mitchell, Joni (1997)
- Monaco, Jimmy (1970)
- Moret, Neil (1970)
- Morse, Theodore (1970)
- Moy, Sylvia (2006)
- Muir, Lewis F. (1970)

### N
- Nelson, Willie (2001)
- Nevin, Ethelbert (1970)
- Newley, Anthony (1989)
- Newman, Randy (2002)
- Noble, Ray (1996)
- Norworth, Jack (1970)
- Knowles, Beyoncé (2016)

### O
- Oates, John (2004)
- Olcott, Chauncey (1970)
- Orbison, Roy (1989)

### P
- Parish, Mitchell (1972)
- Parton, Dolly (2001)
- Payne, John Howard (1970)
- Perry, Joe (2013)
- Pierpont, J.S. (1970)
- Pinkard, Maceo (1984)
- Pollack, Lew (1970)
- Pomus, Jerome "Doc" (1992)
- Porter, Cole (1970)
- Porter, David (2005)

### Q
- Queen (2003)

### R
- Rainger, Ralph (1970)
- Raye, Don (1985)
- Razaf, Andy (1972)
- Redding, Otis (1994)
- Rehbein, Herb (1993)
- Revel, Harry (1970)
- Rexford, Eben E. (1970)
- Rice, Sir Tim (1999)
- Richards, Keith (1993)
- Richie, Lionel (1994)
- Robin, Leo (1972)
- Robinson, Smokey (1990)
- Rodgers, Jimmie (1970)
- Rodgers, Richard (1970)
- Romberg, Sigmund (1970)
- Rome, Harold (1982)
- Root, George F. (1970)
- Rose, Billy (1970)
- Rose, Fred (1985)
- Rose, Vincent (1970)
- Ross, Jerry (1982)
- Ruby, Harry (1970)
- Russell, Bob (1970)

### S
- Sager, Carole Bayer (1987)
- Schwartz, Arthur (1972)
- Schwartz, Jean (1970)
- Sedaka, Neil (1983)
- Seeger, Pete (1972)
- Sherman, Richard M. (2005)
- Sherman, Robert B. (2005)
- Shuman, Mort (1992)
- Sigman, Carl (1972)
- Simon, Carly (1994)
- Simon, Paul (1982)
- Simpson, Valerie (2002)
- Smith, Harry B. (1970)
- Smith, Samuel Francis (1970)
- Snyder, Ted (1970)
- Sondheim, Stephen (1975)
- Sousa, John Phillip (1970)
- Spector, Phil (1997)
- Springsteen, Bruce (1999)
- Steiner, Max (1995)
- Sterling, Andrew B. (1970)
- Stillman, Al (1982)
- Sting (2002)
- Stock, Larry (1998)
- Stoller, Mike (1985)
- Strayhorn, Billy (1984)
- Strong, Barrett (2004)
- Strouse, Charles (1985)
- Styne, Jule (1972)
- Swift, Taylor (2010)

### T
- Tierney, Harry A. (1970)
- Taupin, Bernie (1992)
- Taylor, James (2000)
- Tobias, Charles (1970)
- Tobias, Harry (1983)
- Turk, Roy (1970)
- Tyler, Steven (2013)

### V
- Van Alstyne, Egbert (1970)
- Van Heusen, Jimmy (1971)
- Van Morrison (2003)
- Von Tilzer, Albert (1970)
- Von Tilzer, Harry (1970)

### W
- Waller, Thomas ("Fats") (1970)
- Ward, Samuel A. (1970)
- Warren, Diane (2001)
- Warren, Harry (1971)
- Washington, Ned (1972)
- Wayne, Mabel (1972)
- Webb, Jimmy (1986)
- Webber, Andrew Lloyd (1995)
- Webster, Paul Francis (1972)
- Weil, Cynthia (1987)
- Weill, Kurt (1970)
- Weiss, George David (1984)
- Wenrich, Percy (1970)
- Whitfield, Norman (2004)
- Whiting, Richard (1970)
- Wilder, Alec (1983)
- Williams, Clarence (1970)
- Williams, Hank (1970)
- Williams, John (1998)
- Williams, Paul (2001)
- Williams, Spencer (1970)
- Willson, Meredith (1982)
- Wilson, Brian (2002)
- Winner, Septimus (Sep) (1970)
- Withers, Bill (2005)
- Wonder, Stevie (1983)
- Woods, Harry M. (1970)
- Work, Henry C. (1970)
- Wrubel, Allie (1970)

### Y
- Yellen, Jack (1970)
- Youmans, Vincent (1970)
- Young, Joe (1970)
- Young, Rida Johnson (1970)
- Young, Victor (1970)

## Bandas-membros
- Queen (2003)